# قلاتو
قلاتو، روستایی در دهستان تازیان بخش مرکزی شهرستان بندرعباس در استان هرمزگان ایران است.

## جمعیت
بر پایه سرشماری عمومی نفوس و مسکن در سال ۱۳۹۵، جمعیت این روستا برابر با ۳۲۸ نفر (۹۵ خانوار) بوده است.